# Список глав манги «Хеллсинг»
Список томов и глав сэйнэн-манги «Хеллсинг», написанной и иллюстрированной Котой Хирано. Впервые манга была опубликована в журнале Young King OURs в 1997 году и издавалась в течение 11 лет, последняя глава была опубликована в ноябрьском выпуске за 2008 год. Отдельные главы собраны в танкобоны и выпущены издательством Shonen Gahosha на территории Японии, в марте 2009 все главы манги были изданы в 10 томах. В 2001 году Хирано начал публикацию приквела, Hellsing: The Dawn, в специальных изданиях Young King OURs, всего было выпущено 6 глав, выпуск приостановлен. Названия всех глав манги соответствуют названиям компьютерных игр: Balance of Power, Ultima, Wizardry, Might and Magic и других. В первые три тома вошло по одной главе из манги Crossfire («Перекрёстный огонь»), повествующей о Юмико и Хайнкель, боевых монашках Искариота. Герои из неё появляются и в основной манге. По словам Хирано, они были добавлены в танкобоны «Хеллсинга» потому что нужно было заполнить оставшиеся страницы.
Манга была лицензирована компанией Dark Horse Comics для публикации в Северной Америке, которую планировалось начать в декабре 2003 года. Всего компанией в переводе на английский язык было издано 10 томов, первый из которых вышел 3 декабря 2003 года, а последний — 19 мая 2010 года. В Сингапуре манга на английском языке в количестве 10 томов публиковалась компанией Chuang Yi с 2007 года по 2009 год. На территории Австралии и Новой Зеландии дистрибуцией манги занималась Madman Entertainment. Манга также была лицензирована во Франции издательством Editions Tonkam, в Италии (Dynit и JPOP), в Германии (Panini Comics), в Польше (Japonica Polonica Fantastica), в Венгрии (Mangafan), в Дании и Швеции (Mangismo). В апреле 2010 года компания «Комикс-Арт» объявила о приобретении лицензии на российское издание манга-сериала «Хеллсинг», и 27 июня 2011 года вышел первый том. После выхода третьего тома выпуск манги был приостановлен.
Оригинальная манга приобрела широкую популярность среди читательской аудитории и часто фигурировала в списках наиболее продаваемых графических художественных произведений как в Японии, так и за её пределами. Критики называли её лучшей мангой в своём жанре, вместе с тем широко обсуждая изображённые в манге жестокость, кровавость и насилие; отмечался тот факт, что их уровень выходит за пределы разумного. В 2006 году манга «Хеллсинг» была номинирована на литературную премию Quill Award в категории комиксов.

## Список томов и глав
| № | В Японии             | В Японии               | В России        | В России               |
| № | Дата публикации      | ISBN                   | Дата публикации | ISBN                   |
| --- | -------------------- | ---------------------- | --------------- | ---------------------- |
| 1 | сентябрь 1998 года   | ISBN 978-4-7859-1870-5 | 27 июня 2011    | ISBN 978-5-699-50117-5 |
| - 01: Vampire Hunter, «Охотник на вампиров» (яп. モンスターの殺害) - 02: Master of Monster, «Хозяйка монстра» (яп. クラブの吸血鬼の) - 03: Murder Club, «Клуб убийц» (яп. ハンターのマスター) - 04: Sword Dancer 1, «Танцующий с мечом 1» (яп. 剣のダンサー 1) - 05: Sword Dancer 2, «Танцующий с мечом 2» (яп. 剣のダンサー 2) - 06: Sword Dancer 3, «Танцующий с мечом 3» (яп. 剣のダンサー 3) - Дополнительная глава: Crossfire 1, «Перекрёстный огонь 1» (яп. 集中砲火 1)                                                                                     |                      |                        |                 |                        |
| 2 | декабрь 1999 года    | ISBN 978-4-7859-1958-0 | июль 2011       | ISBN 978-5-699-51203-4 |
| - 07: Dead Zone 1, «Мёртвая зона 1» (яп. 死んだ地帯 1) - 08: Dead Zone 2, «Мёртвая зона 2» (яп. 死んだ地帯 2) - 09: Dead Zone 3, «Мёртвая зона 3» (яп. 死んだ地帯 3) - 10: Dead Zone 4, «Мёртвая зона 4» (яп. 死んだ地帯 4) - 11: Balance of Power 1, «Равновесие сил 1» (яп. 勢力の均衡 1) - 12: Balance of Power 2, «Равновесие сил 2» (яп. 勢力の均衡 2) - Дополнительная глава: Crossfire 2, «Перекрёстный огонь 2» (яп. 集中砲火 2) |                      |                        |                 |                        |
| 3 | декабрь 2000 года    | ISBN 978-4-7859-2047-0 | февраль 2012    | ISBN 978-5-699-54495-0 |
| - 13: Balance of Power 3, «Равновесие сил 3» (яп. 勢力の均衡 3) - 14: Elevator Action 1, «Переход на новый уровень 1» (яп. エレベーターの行為 1) - 15: Elevator Action 2, «Переход на новый уровень 2» (яп. エレベーターの行為 2) - 16: Elevator Action 3, «Переход на новый уровень 3» (яп. エレベーターの行為 3) - 17: Elevator Action 4, «Переход на новый уровень 4» (яп. エレベーターの行為 4) - 18: Elevator Action 5, «Переход на новый уровень 5» (яп. エレベーターの行為 5) - Дополнительная глава: Crossfire 3, «Перекрёстный огонь 3» (яп. 集中砲火 3) |                      |                        |                 |                        |
| 4 | сентябрь 2001 года   | ISBN 978-4-7859-2125-5 |                 |                        |
| - 19: Elevator Action 6 (яп. エレベーターの行為 6) - 20: Age of Empire 1 (яп. 帝国の年齢 1) - 21: Age of Empire 2 (яп. 帝国の年齢 2) - 22: Age of Empire 3 (яп. 帝国の年齢 3) - 23: Call to Power (яп. 力への呼出し) - 24: Ultima on Line (яп. ラインのUltima) - 25: D 1 - 26: D 2 - 27: D 3 |                      |                        |                 |                        |
| 5 | 27 февраля 2003 года | ISBN 978-4-7859-2286-3 |                 |                        |
| - 28: Flash Point - 29: D 4 - 30: D 5 - 31: D 6 - 32: D 7 - 33: D 8 - 34: D 9 - 35: Xanado - 36: Final Fantasy 1 (яп. 最終的な想像 1) - 37: Final Fantasy 2 (яп. 最終的な想像 2) |                      |                        |                 |                        |
| 6 | 14 ноября 2003 года  | ISBN 978-4-7859-2373-0 |                 |                        |
| - 38: Final Fantasy 3 (яп. 最終的な想像 3) - 39: Final Fantasy 4 (яп. 最終的な想像 4) - 40: Final Fantasy 5 (яп. 最終的な想像 5) - 41: The Screamer - 42: Aubird Force - 43: Gun Bullet - 44: Balloon Fight - 45: Soldier of Fortune 1 - 46: Soldier of Fortune 2 - 47: Soldier of Fortune 3 |                      |                        |                 |                        |
| 7 | 27 декабря 2004 года | ISBN 978-4-7859-2499-7 |                 |                        |
| - 48: Soldier of Fortune 4 - 49: Soldier of Fortune 5 - 50: Soldier of Fortune 6 - 51: Last Mission - 52: Get Away - 53: Yaksa - 54: The Man I Love - 55: Orge Battle - 56: Angelous - 57: Wizardry 1 |                      |                        |                 |                        |
| 8 | 26 июля 2006 года    | ISBN 978-4-7859-2666-3 |                 |                        |
| - 58: Wizardry 2 - 59: Wizardry 3 - 60: Wizardry 4 - 61: Wizardry 5 - 62: Wizardry 6 - 63: Hundred Swords 1 - 64: Hundred Swords 2 - 65: Hundred Swords 3 - 66: Hundred Swords 4 - 67: Might and Magic 1 - 68: Might and Magic 2 - 69: Psyoblade - 70: Castle Vania 1 |                      |                        |                 |                        |
| 9 | 9 ноября 2007 года   | ISBN 978-4-7859-2885-8 |                 |                        |
| - 71: Castle Vania 2 - 72: Heart of Dream - 73: Heart of Dream 2 - 74: Relics - 75: Heart of Iron - 76: Finest Hour 1 - 77: Finest Hour 2 - 78: Finest Hour 3 - 79: Finest Hour 4 - 80: Finest Hour 5 - 81: Lunatic Dawn - 82: Operation Wolf - 83: Warcraft 1 - 84: Warcraft 2 - 85: Warcraft 3 |                      |                        |                 |                        |
| 10 | 27 марта 2009 года   | ISBN 978-4-7859-3131-5 |                 |                        |
| - 86: Wolffang 1 - 87: Wolffang 2 - 88: Black Onyx 1 - 89: Black Onyx 2 - 90: Black Onyx 3 - 91: Black Onyx 4 - 92: Sorcerian - 93: Sorcerian 2 - 94: Oblivion - 95: Romancia |                      |                        |                 |                        |

### Hellsing: The Dawn
| № | Дата публикации | ISBN |
| --- | --------------- | ---- |
| 1 |                 |      |
| - 01: The Dawn 1 - 02: The Dawn 2 - 03: The Dawn 3 - 04: The Dawn 4 - 05: The Dawn 5 - 06: The Dawn 6 |                 |      |